# Franco Navarro
Franco Enrique Navarro Monteiro (Aguaytía, Perú, 10 de noviembre de 1961) es un exfutbolista peruano que jugaba de delantero, director técnico y dirigente deportivo. Actualmente es director deportivo del Club Alianza Lima, de la Liga 1 de Perú.
Navarro fue uno de los principales delanteros peruanos en la década de los ochenta. Destacó por su habilidad dentro del área y anotar goles de diversa factura. Era capaz de conquistar con una chalaca o con un soberbio golpe de cabeza.

## Biografía
Franco Navarro nació en Aguaytía, Perú, en 1961. Su niñez y juventud vivió en el poblado de Zapallal, en el distrito de Puente Piedra, desde infante destacaba en el atletismo y fútbol. Sus estudios secundario lo realizó en la GUE Alfonso Ugarte , en cuya selección escolar logró el campeonato Interescolar el año 1979. Cuando vivía en Puente Piedra, alternaba con jugadores de más edad como Guillermo La Rosa lo entrenaba y llevaba a Alianza Lima; también pasaba por ahí Teófilo Cubillas, ídolo de la época. Cuando tenía trece o catorce años, estuvo durante un año en los categorías inferiores; pero por motivos de estudio y una lesión no continuó. 
En 1985 lo mandaron a la clínica durante tres meses debido a una grave lesión en el encuentro Argentina vs. Perú —el mediocampista Julián Camino le rompió tibia y peroné—.

## Trayectoria

### Como futbolista

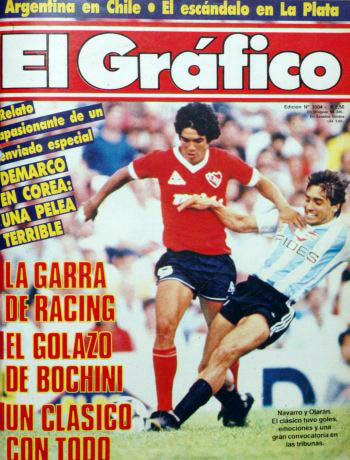
Franco Navarro en la tapa de El Gráfico en 1986

Reapareció en la Liga de Puente Piedra, en un equipo formado por Guillermo La Rosa. Participó en un preselectivo para la selección que entrenaba José Chiarella con miras al Sudamericano Juvenil de 1979. A pesar de que el equipo no participó, los dirigentes de Municipal se entusiasmaron y lograron que firme por ellos; tenían la esperanza de que vaya al primer equipo. Pero Franco tenía un compromiso con Guillermo La Rosa, por lo que después de firmar contrato con Municipal, tuvo que devolver el contrato ya que su madre se enojó con él. Luego vino Pablo Villanueva, insistió y logró que Navarro firme por Muni, cuando era presidente Salomón Jabiles, quien fue su mentor. A los seis meses, en 1979, debutaría en el Deportivo Municipal frente a Sport Boys en el Estadio San Martín de Porres, anotando dos goles del triunfo del cuadro edil por 3-2. Ahí estuvo cinco años.
En 1981, logra la última gran campaña del Muni siendo subcampeones y clasificando a la Copa Libertadores de América, jugando con Eduardo Malásquez y Jaime Drago, esto le valió al veloz delantero para ser convocado por Tim al Mundial de España. Luego, en 1984 viaja a Colombia, donde por dos años defendió las sedas de Independiente Medellín. 
Tras de un partido de práctica con el Bochum, de la Bundesliga alemana, se llegó a un acuerdo con el club. Pero Navarro se negó a quedarse pues ese fin de semana quería participar en la despedida de su ídolo, Teófilo Cubillas, el 16 de abril de 1986 en Lima. Lamentablemente, ese mismo fin de semana, el Bochum perdió por goleada y el entrenador fue despedido, frustrándose así la contratación del jugador.
Después jugó en Argentina en 1986, donde defendió la camiseta de Independiente con destacada participación hasta 1988. Pasó luego a Tecos, de México, donde solo jugó unos meses. En la temporada 1989-90, recibió una oferta importante de FC Wettingen, de Suiza, que lo llevó a jugar allá por un año. A mediados de 1990, regresó a Argentina para sumarse a Unión de Santa Fe, donde no tuvo un buen rendimiento debido a las lesiones.
En 1991 llegó a Sporting Cristal, y obtuvo su segundo título con el cuadro celeste, llegando a anotar diez goles, al siguiente salió subcampeón con el cuadro rimense. En 1993 regresó a Deportivo Municipal; en 1994 tuvo un breve paso por Carlos Mannucci, de Trujillo, disputando solo 4 partidos y marcando 2 goles. Jugó su última temporada en 1995 vistiendo la casaquilla de Alianza Lima.
Franco Navarro es considerado el último gran delantero de toda una generación del fútbol peruano.

### Como entrenador
Debutó como entrenador en 1997 dirigiendo a Sport Agustino, de la segunda división, luego en 1998 asumió interinamente en Sporting Cristal, con el que ganó el Torneo Clausura de ese año derrotando 1-0 en la final a Alianza Lima. Luego perdió la final por penales frente a Universitario en el segundo partido del play-off. En 1999 dirigió al cuadro bajopontino en la Copa Libertadores y todo el Torneo Apertura.
El 2001 dirigió al Estudiantes de Medicina, de la ciudad de Ica, logrando un gran campeonato clausura que lideró durante muchas fechas. Perdió la final de ese torneo frente a Cienciano en Cusco, luego de que ambas escuadras empataran en puntaje al final del campeonato. Esta campaña le valió para que en 2002 sea contratado como técnico de Alianza Lima. Pese a contar con el mejor equipo y golear a los principales rivales, sobre todo al Sporting Cristal, no se alzó con el campeonato.
Tras dejar el cargo en Alianza Lima, dirigió a Sport Boys, Unión Huaral, Cienciano y a Universidad César Vallejo, con el que perdió la categoría el año 2005.
En marzo de 2006 fue nombrado director técnico de la selección peruana de fútbol en reemplazo de Freddy Ternero; obtuvo malos resultados en esta etapa.
En 2007 fue asistente técnico de Américo Gallego en Toluca, de México.
Dirigió a Juan Aurich, de Chiclayo, en la temporada 2008-09; dejó dicho cargo en octubre de 2009 por desacuerdos con la dirigencia del club.
Asumió el reto de dirigir al recién ascendido León de Huánuco para la temporada 2010 alcanzando el subcampeonato. Seguidamente dirigió al club en la Copa Libertadores.
A comienzos del 2012, fue presentado como nuevo técnico de la Universidad San Martín de Porres. Su participación en el torneo estuvo en incertidumbre cuando el club se retiró del fútbol peruano, mas después volvió al campeonato profesional. Dirigió a los santos hasta el mes de junio.
En 2013 se puso el buzo de Melgar, de Arequipa; sin embargo, tras una mala campaña fue cesado debido a líos con los jugadores y la hinchada.
Fue contratado por la Universidad César Vallejo en 2014. Al año siguiente sus dirigidos ganaron el Torneo del Inca tras vencer 3-1 a Alianza Lima en la final. Ese mismo año llegó a las semifinales del Campeonato Descentralizado 2015, en donde cayó ante Sporting Cristal por un resultado global de 6-5.
En 2016 asumió la dirección técnica de Universidad Técnica de Cajamarca y se mantuvo en el cargo hasta septiembre de 2019, cuando se prudjo su salida debido a los malos resultados. Sin embargo, tan solo dos meses después arregló su regreso.
Para 2021 fue contratado para Deportivo Municipal tras una buena campaña con UTC.

## Selección nacional
Fue internacional con la selección de Perú entre 1980 y 1989, participando en el Mundial de España 1982.

### Participaciones en Copas del Mundo
| Mundial              | Sede   | Resultado    |
| -------------------- | ------ | ------------ |
| Copa Mundial de 1982 | España | Primera fase |

### Participaciones en Copas América
| Copa América           | Sede                   | Resultado              | PJ | Goles | Prom. |
| ---------------------- | ---------------------- | ---------------------- | -- | ----- | ----- |
| Copa América 1983      | Sin sede fija          | Tercer puesto          | 6  | 2     | 0.33  |
| Copa América 1987      | Argentina              | Primera fase           | 2  | 0     | 0.00  |
| Copa América 1989      | Brasil                 | Primera fase           | 4  | 1     | 0.25  |
| Total en Copas América | Total en Copas América | Total en Copas América | 12 | 3     | 0.25  |

## Clubes

### Como futbolista
| Club                   | País      | Año       |
| ---------------------- | --------- | --------- |
| Deportivo Municipal    | Perú      | 1979-1983 |
| Independiente Medellín | Colombia  | 1984-1985 |
| Independiente          | Argentina | 1986-1988 |
| Tecos                  | México    | 1988      |
| → FC Wettingen         | Suiza     | 1989      |
| Tecos                  | México    | 1989-1990 |
| Unión de Santa Fe      | Argentina | 1990      |
| Sporting Cristal       | Perú      | 1991-1992 |
| Deportivo Municipal    | Perú      | 1993      |
| Carlos A. Mannucci     | Perú      | 1994      |
| Alianza Lima           | Perú      | 1995      |

### Como asistente técnico
| Club             | País   | Año  |
| ---------------- | ------ | ---- |
| Sporting Cristal | Perú   | 1998 |
| Toluca           | México | 2007 |

### Como entrenador
| Club                      | País | Año       |
| ------------------------- | ---- | --------- |
| Sport Agustino            | Perú | 1997      |
| Sporting Cristal          | Perú | 1998-1999 |
| Cienciano                 | Perú | 1999      |
| Estudiantes de Medicina   | Perú | 2001      |
| Alianza Lima              | Perú | 2002      |
| Estudiantes de Medicina   | Perú | 2003      |
| Unión Huaral              | Perú | 2004      |
| Sport Boys                | Perú | 2004-2005 |
| Universidad César Vallejo | Perú | 2005      |
| Selección de Perú         | Perú | 2006      |
| Cienciano                 | Perú | 2007-2008 |
| Juan Aurich               | Perú | 2008-2009 |
| León de Huánuco           | Perú | 2010-2011 |
| Universidad San Martín    | Perú | 2012      |
| Juan Aurich               | Perú | 2012      |
| Melgar                    | Perú | 2013      |
| Universidad César Vallejo | Perú | 2014-2016 |
| UTC                       | Perú | 2016-2020 |
| Deportivo Municipal       | Perú | 2021      |
| UTC                       | Perú | 2022      |
| ADT                       | Perú | 2022-2023 |
| Carlos A. Manucci         | Perú | 2024      |
| Sport Huancayo            | Perú | 2024      |

### Como dirigente
| Club         | País | Puesto             | Año       |
| ------------ | ---- | ------------------ | --------- |
| Alianza Lima | Perú | Director Deportivo | 2024-act. |

## Estadísticas

### Como futbolista
| Club | Div.          | Temporada     | Liga  | Liga  | Copas nacionales(1) | Copas nacionales(1) | Torneos internacionales(2) | Torneos internacionales(2) | Total | Total | Media goleadora(3) |
| Club | Div.          | Temporada     | Part. | Goles | Part.               | Goles               | Part.                      | Goles                      | Part. | Goles | Media goleadora(3) |
| --- | ------------- | ------------- | ----- | ----- | ------------------- | ------------------- | -------------------------- | -------------------------- | ----- | ----- | ------------------ |
| Deportivo Municipal · Perú                                                                                               | 1.ª           | 1979          | 4     | 3     | —                   | —                   | —                          | —                          | 4     | 3     | 0,75               |
| Deportivo Municipal · Perú                                                                                               | 1.ª           | 1980          | 28    | 15    | —                   | —                   | —                          | —                          | 28    | 15    | 0,54               |
| Deportivo Municipal · Perú                                                                                               | 1.ª           | 1981          | 21    | 11    | —                   | —                   | —                          | —                          | 21    | 11    | 0,52               |
| Deportivo Municipal · Perú                                                                                               | 1.ª           | 1982          | 26    | 14    | —                   | —                   | 2                          | 0                          | 28    | 14    | 0,5                |
| Deportivo Municipal · Perú                                                                                               | 1.ª           | 1983          | 22    | 8     | —                   | —                   | —                          | —                          | 22    | 8     | 0,32               |
| Deportivo Municipal · Perú                                                                                               | 1.ª           | 1993          | 9     | 2     | —                   | —                   | —                          | —                          | 9     | 2     | 0,25               |
| Deportivo Municipal · Perú                                                                                               | Total club    | Total club    | 110   | 53    | 0                   | 0                   | 2                          | 0                          | 112   | 53    | 0,47               |
| Independiente Medellín · Colombia                                                                                        | 1.ª           | 1984          | 35    | 10    | —                   | —                   | —                          | —                          | 35    | 10    | 0,29               |
| Independiente Medellín · Colombia                                                                                        | 1.ª           | 1985          | 41    | 13    | —                   | —                   | —                          | —                          | 41    | 13    | 0,32               |
| Independiente Medellín · Colombia                                                                                        | Total club    | Total club    | 76    | 23    | 0                   | 0                   | 0                          | 0                          | 76    | 23    | 0,30               |
| CA Independiente Argentina                                                                                               | 1.ª           | 1986-87       | 34    | 17    | —                   | —                   | 8                          | 3                          | 42    | 20    | 0,49               |
| CA Independiente Argentina                                                                                               | 1.ª           | 1987-88       | 27    | 5     | —                   | —                   | —                          | —                          | 27    | 5     | 0,22               |
| CA Independiente Argentina                                                                                               | Total club    | Total club    | 61    | 22    | 0                   | 0                   | 8                          | 3                          | 69    | 25    | 0,39               |
| Tecos UAG · México | 1.ª           | 1988          | 3     | 0     | 8                   | 5                   | —                          | —                          | 11    | 5     | 0,63               |
| Tecos UAG · México | Total club    | Total club    | 3     | 0     | 8                   | 5                   | 0                          | 0                          | 11    | 5     | 0,63               |
| FC Wettingen · Suiza | 1.ª           | 1989          | 7     | 0     | —                   | —                   | —                          | —                          | 7     | 0     | 0,00               |
| FC Wettingen · Suiza | Total club    | Total club    | 7     | 0     | 0                   | 0                   | 0                          | 0                          | 7     | 0     | 0,00               |
| Tecos UAG · México | 1.ª           | 1989-90       | 31    | 7     | —                   | —                   | —                          | —                          | 31    | 7     | 0,23               |
| Tecos UAG · México | Total club    | Total club    | 31    | 7     | 0                   | 0                   | 0                          | 0                          | 31    | 7     | 0,23               |
| Unión de Santa Fe Argentina                                                                                              | 1.ª           | 1990-91       | 10    | 0     | —                   | —                   | —                          | —                          | 10    | 0     | 0,10               |
| Unión de Santa Fe Argentina                                                                                              | Total club    | Total club    | 10    | 0     | 0                   | 0                   | 0                          | 0                          | 10    | 0     | 0,10               |
| Sporting Cristal · Perú                                                                                                  | 1.ª           | 1991          | 25    | 10    | —                   | —                   | —                          | —                          | 25    | 10    | 0,4                |
| Sporting Cristal · Perú                                                                                                  | 1.ª           | 1992          | 12    | 2     | —                   | —                   | 7                          | 1                          | 19    | 3     | 0,16               |
| Sporting Cristal · Perú                                                                                                  | Total club    | Total club    | 37    | 13    | 0                   | 0                   | 7                          | 1                          | 44    | 13    | 0,35               |
| Carlos A. Mannucci · Perú                                                                                                | 1.ª           | 1994          | 4     | 2     | —                   | —                   | —                          | —                          | 4     | 2     | 0,50               |
| Carlos A. Mannucci · Perú                                                                                                | Total club    | Total club    | 4     | 2     | 0                   | 0                   | 0                          | 0                          | 4     | 2     | 0,50               |
| Alianza Lima · Perú | 1.ª           | 1995          | 13    | 1     | —                   | —                   | —                          | —                          | 13    | 1     | 0,2                |
| Alianza Lima · Perú | Total club    | Total club    | 13    | 1     | 0                   | 0                   | 0                          | 0                          | 13    | 1     | 0,2                |
| Total carrera | Total carrera | Total carrera | 352   | 128   | 8                   | 5                   | 17                         | 4                          | 377   | 133   | 0,36               |
| (1) Incluye datos de Copa México. (2) Incluye datos de la Copa Libertadores. (3) No incluye goles en partidos amistosos. |               |               |       |       |                     |                     |                            |                            |       |       |                    |

### Como entrenador
| Club | País                   | Años                   | Categoría              | Campeonato local (1) | Campeonato local (1) | Campeonato local (1) | Campeonato local (1) | Copa nacional (2) | Copa nacional (2) | Copa nacional (2) | Copa nacional (2) | Torneo internacional (3) | Torneo internacional (3) | Torneo internacional (3) | Torneo internacional (3) | Total | Total | Total | Total | Total | Total | Total | Total | Total |
| Club | País                   | Años                   | Categoría              | PJ                   | PG                   | PE                   | PP                   | PJ                | PG                | PE                | PP                | PJ                       | PG                       | PE                       | PP                       | PJ    | PG    | PE    | PP    | %     | GF    | GC    | DG    |       |
| --- | ---------------------- | ---------------------- | ---------------------- | -------------------- | -------------------- | -------------------- | -------------------- | ----------------- | ----------------- | ----------------- | ----------------- | ------------------------ | ------------------------ | ------------------------ | ------------------------ | ----- | ----- | ----- | ----- | ----- | ----- | ----- | ----- | ----- |
| Sport Agustino | Bandera de Perú        | 1997                   | Segunda división       | 26                   | 16                   | 2                    | 8                    | -                 | -                 | -                 | -                 | -                        | -                        | -                        | -                        | 26    | 16    | 2     | 8     | 64 %  | 55    | 30    | +25   |       |
| Sporting Cristal | Bandera de Perú        | 1998-1999              | Primera división       | 39                   | 23                   | 9                    | 7                    | -                 | -                 | -                 | -                 | 12                       | 1                        | 7                        | 4                        | 51    | 24    | 16    | 11    | 58 %  | 99    | 59    | +40   |       |
| Cienciano | Bandera de Perú        | 1999                   | Primera división       | 9                    | 2                    | 3                    | 4                    | -                 | -                 | -                 | -                 | -                        | -                        | -                        | -                        | 9     | 2     | 3     | 4     | 33 %  | 13    | 13    | 0     |       |
| Estudiantes de Medicina | Bandera de Perú        | 2001                   | Primera división       | 25                   | 15                   | 3                    | 7                    | -                 | -                 | -                 | -                 | -                        | -                        | -                        | -                        | 25    | 15    | 3     | 7     | 64 %  | 39    | 33    | +6    |       |
| Alianza Lima | Bandera de Perú        | 2002                   | Primera división       | 34                   | 19                   | 10                   | 5                    | -                 | -                 | -                 | -                 | 9                        | 2                        | 1                        | 6                        | 43    | 21    | 11    | 11    | 57 %  | 60    | 48    | +12   |       |
| Estudiantes de Medicina | Bandera de Perú        | 2003                   | Primera división       | 4                    | 1                    | 0                    | 3                    | -                 | -                 | -                 | -                 | -                        | -                        | -                        | -                        | 4     | 1     | 0     | 3     | 25 %  | 5     | 8     | –3    |       |
| Unión Huaral | Bandera de Perú        | 2004                   | Primera división       | 13                   | 3                    | 4                    | 6                    | -                 | -                 | -                 | -                 | -                        | -                        | -                        | -                        | 13    | 3     | 4     | 6     | 33 %  | 13    | 17    | –4    |       |
| Sport Boys | Bandera de Perú        | 2004-2005              | Primera división       | 38                   | 14                   | 10                   | 14                   | -                 | -                 | -                 | -                 | -                        | -                        | -                        | -                        | 38    | 14    | 10    | 14    | 46 %  | 51    | 58    | –7    |       |
| César Vallejo | Bandera de Perú        | 2005                   | Primera división       | 24                   | 5                    | 7                    | 12                   | -                 | -                 | -                 | -                 | -                        | -                        | -                        | -                        | 24    | 5     | 7     | 12    | 31 %  | 31    | 39    | –8    |       |
| Selección de Perú | Bandera de Perú        | 2006                   | Adulta                 | -                    | -                    | -                    | -                    | -                 | -                 | -                 | -                 | 7                        | 1                        | 3                        | 3                        | 7     | 1     | 3     | 3     | 29 %  | 7     | 10    | –3    |       |
| Cienciano | Bandera de Perú        | 2007-2008              | Primera división       | 36                   | 16                   | 8                    | 12                   | -                 | -                 | -                 | -                 | 8                        | 3                        | 2                        | 3                        | 44    | 19    | 10    | 15    | 51 %  | 63    | 48    | +15   |       |
| Juan Aurich | Bandera de Perú        | 2008-2009              | Primera división       | 44                   | 22                   | 12                   | 10                   | -                 | -                 | -                 | -                 | -                        | -                        | -                        | -                        | 44    | 22    | 12    | 10    | 59 %  | 65    | 48    | +17   |       |
| León de Huánuco | Bandera de Perú        | 2010-2011              | Primera división       | 75                   | 37                   | 14                   | 24                   | 1                 | 0                 | 1                 | 0                 | 6                        | 1                        | 2                        | 3                        | 82    | 38    | 17    | 27    | 53 %  | 118   | 86    | +32   |       |
| USMP | Bandera de Perú        | 2012                   | Primera división       | 16                   | 6                    | 4                    | 6                    | -                 | -                 | -                 | -                 | -                        | -                        | -                        | -                        | 16    | 6     | 4     | 6     | 46 %  | 20    | 19    | +1    |       |
| Juan Aurich | Bandera de Perú        | 2012                   | Primera división       | 21                   | 10                   | 5                    | 6                    | -                 | -                 | -                 | -                 | -                        | -                        | -                        | -                        | 21    | 10    | 5     | 6     | 56 %  | 27    | 23    | +4    |       |
| Melgar | Bandera de Perú        | 2013                   | Primera división       | 38                   | 10                   | 18                   | 10                   | -                 | -                 | -                 | -                 | 2                        | 1                        | 0                        | 1                        | 40    | 11    | 18    | 11    | 43 %  | 43    | 43    | 0     |       |
| César Vallejo | Bandera de Perú        | 2014-2016              | Primera división       | 71                   | 29                   | 16                   | 26                   | 27                | 17                | 3                 | 7                 | 10                       | 3                        | 3                        | 4                        | 108   | 49    | 22    | 37    | 52 %  | 162   | 133   | +29   |       |
| UTC | Bandera de Perú        | 2016-2020              | Primera división       | 164                  | 59                   | 54                   | 51                   | 3                 | 2                 | 1                 | 0                 | 4                        | 1                        | 1                        | 2                        | 171   | 62    | 56    | 53    | 47 %  | 216   | 203   | +13   |       |
| Deportivo Municipal | Bandera de Perú        | 2021                   | Primera división       | 16                   | 4                    | 3                    | 9                    | 2                 | 1                 | 1                 | 0                 | -                        | -                        | -                        | -                        | 18    | 5     | 4     | 9     | 35 %  | 15    | 24    | –9    |       |
| Total primera división | Total primera división | Total primera división | Total primera división | 667                  | 275                  | 180                  | 212                  | 33                | 20                | 6                 | 7                 | -                        | -                        | -                        | -                        | 700   | 295   | 186   | 219   | 51 %  | 995   | 829   | +166  |       |
| Total de su carrera | Total de su carrera    | Total de su carrera    | Total de su carrera    | 693                  | 291                  | 182                  | 220                  | 33                | 20                | 6                 | 7                 | 58                       | 13                       | 19                       | 26                       | 784   | 324   | 207   | 253   | 50 %  | 1102  | 942   | +160  |       |
| PJ = Partidos jugados; PG = Partidos ganados; PE = Partidos empatados; PP = Partidos perdidos; % = Efectividad; GF = Goles a favor; GC = Goles en contra; DG = Diferencia de goles 1 Incluye Descentralizado, partido extra por el campeonato, partido extra por el descenso, play-off por el título, pre Libertadores y Segunda División 2 Incluye Torneo del Inca y Copa Bicentenario 3 Incluye amistosos internacionales, Copa Libertadores, Copa Merconorte y Copa Sudamericana Actualizado al 23 de agosto de 2021. |                        |                        |                        |                      |                      |                      |                      |                   |                   |                   |                   |                          |                          |                          |                          |       |       |       |       |       |       |       |       |       |

## Palmarés

### Como jugador
| Título           | Club             | País | Año  |
| ---------------- | ---------------- | ---- | ---- |
| Primera División | Sporting Cristal | Perú | 1991 |

### Como entrenador
| Título          | Club             | País | Año  |
| --------------- | ---------------- | ---- | ---- |
| Torneo Clausura | Sporting Cristal | Perú | 1998 |
| Torneo del Inca | César Vallejo    | Perú | 2015 |

### Distinciones individuales
| Distinción                                                                                  | Año  |
| ------------------------------------------------------------------------------------------- | ---- |
| Máximo goleador del Club Atlético Independiente Temporada 1986-87                           | 1986 |
| Tercer máximo goleador de la Liga Argentina (18 goles)                                      | 1986 |
| Mejor entrenador del Descentralizado                                                        | 2010 |
| Premio Fair Play del Descentralizado                                                        | 2010 |
| Incluido dentro de los 100 extranjeros más emblemáticos que pasaron por el fútbol argentino | 2017 |
| Nominado a mejor DT del año de la Liga 1                                                    | 2020 |

| Predecesor: Freddy Ternero | Entrenadores de la selección de fútbol del Perú 2006 | Sucesor: Julio César Uribe |